# Christian Kabeya

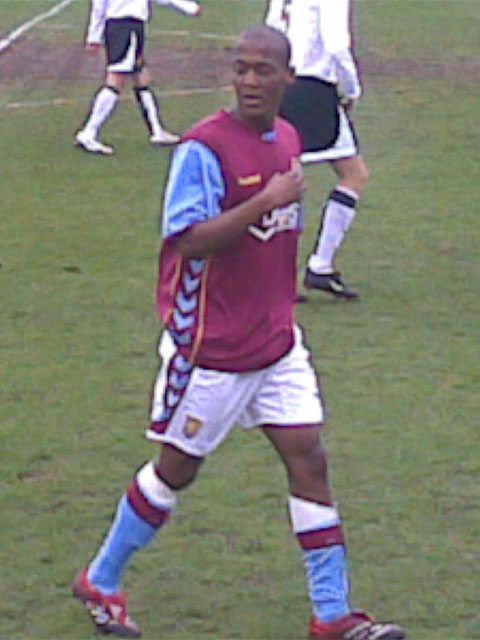
Tijdens wedstrijd Aston Villa (Reserves) tegen Manchester United

Christian Thsimanga Kabeya (Kinshasa, 16 juni 1987) is een Belgisch voetballer die als middenvelder speelt.
Kabeya begon zijn carrière bij KSK Ronse en ging daarna naar het Belgische Excelsior Moeskroen. Er was veel interesse voor het jonge talent maar Aston Villa wist hem uiteindelijk binnen te halen; Kabeya tekende daar een contract tot juli 2003.
In het seizoen 2003/2004 hielp Kabeya Aston Villa naar de finale van de FA Youth Cup, maar uiteindelijk verloor de club uit Birmingham in de finale van Middlesbrough FC. Hij speelde twee jaar bij AGOVV Apeldoorn (2007-2009) en kwam tot 46 wedstrijden in de Eerste divisie waarin hij driemaal scoorde. Kabeya keerde terug naar Engeland en ging voor amateurclub Heath Hayes spelen.
In 2010 keerde hij terug naar België en speelde tot 2013 voor Olympic de Warcoing. In het seizoen 2013/14 kwam hij uit voor RUS Beloeil en het seizoen daarna wederom voor Olympic de Warcoing. In het seizoen 2015/16 speelde Kabeya voor RSC Templeuvois.
Kabeya speelde in België U-16, U-17, U-18 en U-19.
Na 1 seizoen bij Dottignies, speelt hij  dit seizoen 2018-2019 voor het 1ste provinciale ( west-vl) Deerlijk.